# 位相空間論
位相空間論（いそうくうかんろん、英: general topology）とは、位相空間の性質やその上に定義される構造（位相的構造）を研究対象とする数学の分野である。一般トポロジー、点集合トポロジー（point-set topology）などの名称で言及されることもある。
位相幾何学の多くの分野が多様体や単体的複体のような幾何学的対象の位相的構造を研究するのとは対照的に、病的なものも含めた一般の位相空間を扱い、包括的な理論を形成するのが位相空間論の主目的である。

## 基本的な定義
位相、あるいは位相空間は集合 X とその開集合系とも呼ばれる部分集合の族 Σ の組 (X, Σ) として与えられる。ここで、Σ の元は X の開集合と呼ばれ、三つの公理
1. 開集合の（任意濃度の）合併もまた開集合である。
2. 開集合の有限個の交叉もまた開集合である。
3. X および空集合 ∅ は開集合である。

を満足する。

## 歴史
一般位相の研究はいくつかの流れを取りまとめる形で始まった。主なものは
- 実数直線の部分集合についての詳細研究、かつて「点集合に関する位相幾何学」(topology of point sets) と呼ばれていたもの、
- 多様体概念の導入、
- 距離空間論、特にノルム線型空間の研究（後の函数解析学）

などが挙げられる。分野としての位相空間論は1940年頃には成立しており、それにより例えば連続性に関する直観の殆どを、数学の各分野で応用することができるようなものとして、技術的にふさわしい形で捉えることができるようになった。

## 研究対象
もう少し詳細に、位相空間論における基本概念の定義とそれらに関する定理やその証明について述べる。基本概念としては
- 開集合と閉集合、
- 開核と閉包、
- 近傍と近縁、
- コンパクト性と連結性、
- 連続写像、
- 数列の収斂、有向点族（ネット）とフィルター、
- 種々の分離公理、
- 可算公理（第一可算公理/第二可算公理）

などがある。
他にもより進んだ概念が現れるが、数学のほかの分野への言及なしに、これらの基本概念に直接的に関係するのがふつうである。集合論的位相幾何学 (set-theoric topology) は、そういった概念が集合論に実質的な関係を持つのはいつかというような問題の研究がつきものである。
位相幾何学のほかの主要な分野には代数的位相幾何学、幾何的位相幾何学、微分位相幾何学などがあるが、一般位相幾何学はその名称が示唆するように、それらの分野に対する共通の基盤を与えるものである。
点集合位相幾何学の重要な変形版が非点集合的位相幾何学 (pointless topology, point-free topology) で、これは点集合を基礎とする点集合位相幾何学と異なり、束や特に枠と場所の圏論的研究を通じた位相的概念の構築を行うものである。

## 位相空間論の記号表
以下、X、Y などは集合を表す。
| 記号                                                     | 意味       | 解説 |
| -------------------------------------------------------- | ---------- | --- |
| {\displaystyle {\mathcal {O}},\ {\mathfrak {O}}}         | 開集合系   | X 上に定まる開集合系を表す。開集合系によって位相を定める文脈では X を {\displaystyle (X,{\mathcal {O}})} などとも書く。                                            |
| {\displaystyle {\mathcal {C}},\ {\mathfrak {C}}}         | 閉集合系   | X 上に定まる閉集合系を表す。閉集合系によって位相を定める文脈では X を {\displaystyle (X,{\mathcal {C}})} などとも書く。                                            |
| {\displaystyle B(x,r),\ B_{r}(x),\ B_{X}(x,r)}           | 開球体     | {\displaystyle x\in X} を中心とする半径 {\displaystyle r>0} の開球体を表す。どの集合の位相で考えているかを明記するときは {\displaystyle B_{X}(x,r)} のように書く。 |
| {\displaystyle {\text{Int}}\,X,\ X^{\circ }}             | 内部、開核 | X の内部 (interior) を表す。 |
| {\displaystyle X^{-},\ {\overline {X}},\ {\text{Cl}}\,X} | 閉包       | X の閉包 (closure) を表す。 |
| {\displaystyle \partial X}                               | 境界       | X の境界 (frontier, boundary) を表す。 |
| {\displaystyle {\mathcal {O}}_{Y}}                       | 相対位相   | 位相空間 {\displaystyle (X,{\mathcal {O}})} と {\displaystyle Y\subset X} に対して、{\displaystyle {\mathcal {O}}_{Y}} は相対位相を表す。                          |